# Mythicomyia vestis
Mythicomyia vestis är en tvåvingeart som beskrevs av Axel Leonard Melander 1961. Mythicomyia vestis ingår i släktet Mythicomyia och familjen svävflugor. Inga underarter finns listade i Catalogue of Life.